# Принятие решений
В психологии приня́тие реше́ния рассматривается как когнитивный процесс, результатом которого является выбор мнения или курса действий среди нескольких альтернативных возможностей. Принципиальное различие проводится между: количественные (математические) и эмпирические методы, а также одноперсональные, многоперсональные и решения, принятые под воздействием сторонних лиц. 
Количественный (математический) метод
Суть количественной (математической) процедуры состоит в том, чтобы систематизировать решения организационного дизайна и привести к  решению с использованием математических моделей.
Теория количественных решений исходит из «хорошо структурированных» задач решения и аксиомы рациональности и развивает методы решения типичных проблемных ситуаций. Поэтому важно отфильтровать из набора возможных действий то, что лучше всего подходит для данной цели. Однако не ставится под сомнение, действительно ли вовлечённые люди действуют рационально или нет.
В количественной теории принятия решений преобладают следующие аспекты:
Исчисление (расшифровывается как модель и логика)
Следует прояснить вопросы, связанные с отображением и переводом реальных фактов на формализованный язык, а также с их убедительностью.
Оптимизация (означает относительную максимизацию)
Здесь необходимо ответить на вопросы о типе, конструкции и взаимосвязи между целевыми параметрами и ограниченными вторичными условиями, включая их функциональную связь и представление.
Вероятность (расшифровывается как стохастик)
Необходимо прояснить вопросы, касающиеся возможности оценки и количественного представления возможностей или рисков запланированных действий. Такие аспекты, как проблема, человек и процесс, которые занимают центральное место в теории эмпирических решений, не принимаются во внимание. В действительности модели, процессы и решения, предлагаемые количественной теорией принятия решений, часто слишком нереалистичны (слишком просты) или слишком сложны.
Эмпирический процесс принятия решений
Процесс принятия эмпирических решений основан на взгляде на поведение человека и опирается на содержание и методологические знания психологии. Основное внимание уделяется таким аспектам, как проблемы, люди и процессы, а также их взаимосвязи (например, интересы или обязательства).
Он хочет описать и объяснить, как решения принимаются на самом деле, но также учитывает, как цели формируются и меняются в процессе принятия решений. Теория эмпирических решений также стремится ограничиться наиболее существенными и значимыми характеристиками, поэтому здесь также приводится тип моделирования.
Прежде всего, он касается исследовательских и обосновывающих интересов, таких, как объекты исследования, вопросы и условия эффективности. Методы исследования, такие, как наблюдения, опросы и эксперименты, используются для получения необходимых знаний о фактическом поведении при принятии решений.
Принятие решений — это процесс идентификации альтернатив и выбора среди них, основанный на ценностях и предпочтениях принимающего решение.

## Обзор
Принятие решения может быть рассмотрено как деятельность по решению проблемы, завершаемая решением, сочтенным удовлетворительным. Это, следовательно, процесс, который может быть более или менее рациональным, и может быть основан на явном и неявном знании.
Человеческая деятельность касательно решений была предметом активного исследования с нескольких точек зрения:
- психологической;
- познавательной;
- нормативной.

Важная часть принятия решения включает анализ конечного набора альтернатив, описанных в терминах оценочных критериев.

## Анализ проблемы и принятие решения

### Паралич анализа
Паралич анализа — отсутствие физической, эмоциональной возможности принять окончательное решение при наличии предположительно равноценных вариантов развития событий.
Вымирание как  инстинкт
Противоположная сторона паралича анализа. Состояние, в котором человек принимает неосторожные решения без детального планирования или тщательных систематических процессов. Инстинктивное исчезновение может быть устранено путем внедрения структурной системы, такой как система сдержек и противовесов, в группу или жизнь человека. Аналитический паралич - полная противоположность, когда график группы может быть перегружен из-за слишком большого количества структурных сдержек и уравновешивающих систем. 
Инстинктивное вымирание в групповой обстановке
Групповое мышление - еще одно явление, которое подпадает под идею инстинктивного исчезновения. Согласно Ирвингу Л. Дженису, групповое мышление - это когда члены группы становятся более вовлеченными в «ценность группы (и их принадлежности к ней) выше, чем что-либо еще»; таким образом, формируется привычка принимать решения быстро и единогласно. Другими словами, группа, застрявшая в групповом мышлении, инстинктивно участвует в феномене исчезновения.

### Информационная перегрузка
Информационная перегрузка — это «разрыв между объёмом информации и инструментами, которые мы имеем для его усвоения». Избыточная информация влияет на обработку проблем и задач, что воздействует на принятие решений. Возникает «иллюзия знания», означающая что люди встречают слишком много знания и это может мешать их способности делать рациональные решения.

## Повседневные методы принятия решений
Методы принятия решений могут быть поделены на три широкие категории: групповые, индивидуальные и решения принятые под влиянием сторонних лиц. 

### Групповые методы принятия решений
- Метод консенсуса
- Методы, основанные на голосовании
- Коллективный интеллект (метод «Дельфи», метод бинарного вопроса и другие)

### Индивидуальные методы принятия решений
- Лист баланса решения: перечисление преимуществ и недостатков (выгод и затрат, плюсов и минусов) каждого варианта, как предлагалось в «Протагоре» Платона и Бенджамином Франклином;
- Простая приоритизация: выбор альтернативы с наибольшей вероятностно-взвешенной полезностью;
- Удовлетворение: исследование альтернатив только до нахождения первой приемлемой. Противоположно максимизации, в которой много или все альтернативы исследуются в порядке поиска наилучшего варианта;
- Уступка авторитету или «эксперту»: исполнение приказа или распоряжения;
- Антиавторитаризм: принятие наиболее противоположных действий в сравнении с советом не имеющих доверия властей или авторитетов;
- Флипизм: бросить монету, срезать колоду игральных карт или иные случайные методы: молитвы, карты таро, астрология, авгуры, откровения или другие формы гаданий, суеверия или псевдонаука;
- Автоматизированная поддержка решения: установка критериев для автоматизированных решений;
- Системы поддержки принятия решений: использование программного обеспечения поддержки решений при сложных решениях или когда рассматривается много заинтересованных сторон, категорий или других факторов, воздействующих на решения.

Решения принятые под воздействием сторонних лиц
• Решения принятые под эмоциональным воздействием(нехарактерным для человека эмоциональным процессом), которое было вызвано другим человеком. Данные принятые решения нельзя считать личными(индивидуальными).

## Шаги принятия решения
Шаги при принятии решения (по Джанису и Манну):
1. оценка проблемы;
2. обзор вариантов (актуализация);
3. оценка вариантов (взвешивание);
4. сообщение окружающим о выбранном действии;
5. принятие решения, не взирая на риск.